# Amathyntis physatma
Amathyntis physatma är en fjärilsart som beskrevs av Edward Meyrick 1907. Amathyntis physatma ingår i släktet Amathyntis och familjen äkta malar.
Artens utbredningsområde är Sri Lanka. Inga underarter finns listade i Catalogue of Life.